# Birgitta Forsman
Inga-Maj Birgitta Forsman, född 12 februari 1943 i Värnamo, död 12 september 2018 i Malmö, var en svensk idéhistoriker och författare.

## Biografi
Forsman hade en bakgrund som kulturarbetare och var på 1970-talet bibliotekarie i Göteborg och Mölndal. Under 1980-talet var hon en tongivande debattör i djuretik och djurrättsfrågor. Hon disputerade 1992 vid Göteborgs universitet med en doktorsavhandling om djurförsök, den första på svenska med ett kritiskt djurrättsligt perspektiv.  Forsman blev senare docent i vetenskapsteori med inriktning mot forskningsetik, och var verksam vid Göteborgs universitet och Lunds universitet samt som expert i forskningsetik i andra sammanhang.

### Monografier
- Hur påverkar etisk förhandsprövning av djurförsök den biomedicinska forskningen?. Rapport / Institutionen för vetenskapsteori, Göteborgs universitet, 0348-5560 ; 139. Göteborg. 1983. Libris 391050
- Djurförsök : [forskningsetik, politik, epistemologi  : en vetenskapsteoretisk kontextualisering = [Animal experimentation]  : [research ethics, politics, epistemology]  : [a contextualisation]. Stockholm: Almqvist & Wiksell International. 1992. Libris 8347724. ISBN 9122015167
- Etik - moral - djuretik / Birgitta Forsman. Använda försöksdjur i Sverige år 1991 : statistik ; CFN:s forskningsprojekt för utveckling av alternativa metoder / Lena Odland. CFN:s skriftserie, 0282-9606 ; 20. Stockholm: Centrala försöksdjursnämnden (CFN). 1993. Libris 1548059
- Research ethics in practice : the animal ethics committees in Sweden 1979-1989. Studies in research ethics, 1102-0458 ; 4. Göteborg: Centre for Research Ethics [Centrum för forskningsetik], Vetenskaps- och vitterhets-samhället. 1993. Libris 7794956. ISBN 91-971672-3-1
- The treatment of ethics in a Swedish government commission on gene technology / Birgitta Forsman & Stellan Welin. Göteborg: [Centre for Research Ethics, Royal Society of Arts and Sciences [Centrum för forskningsetik, Vetenskaps- och vitterhets-samhället]. 1995. Libris 7794958. ISBN 9197167258
- Forskningsfusk och vetenskaplig oredlighet : forskarnas ansvar och samhällets insyn. Studies in medical ethics, 1402-1862 ; 1. Lund: Enheten för medicinsk etik, Univ. 1996. Libris 8383982. ISBN 91-973056-0-X
- Forskningsetik : en introduktion. Lund: Studentlitteratur. 1997. Libris 8352628. ISBN 9144004842
- Gener och värden : etiska och teoretiska problem vid testning och terapi / av Birgitta Forsman & Göran Hermerén. Lund: Enheten för medicinsk etik, Univ. 1997. Libris 8229422. ISBN 9197305618
- I kalla siffror? : att studera attityder, värderingar och handlingsberedskap. Studies in medical ethics, 1402-1862 ; 4. Lund: Dept. of Medical Ethics [Enheten för medicinsk etik], Univ. 1998. Libris 7798926. ISBN 91-973056-3-4
- Studiematerial om stärkt inflytande i samhället / utarbetat av Birgitta Forsman i samarbete med Ingrid Wentzel. Stockholm: Pensionärernas riksorganisation (PRO). 1999. Libris 2881931
- Vetenskap och moral. Nora: Nya Doxa. 2002. Libris 8392453. ISBN 91-578-0399-4
- Forskares frihet : om makt och moral. Lund: Studentlitteratur. 2004. Libris 9499866. ISBN 91-44-03579-9
- Etik i biomedicinsk forskning : en orientering. Lund: Studentlitteratur. 2005. Libris 9868705. ISBN 91-44-03662-0
- Arvet från Darwin : religion, människa, moral. Stockholm: Fri tanke. 2009. Libris 11303989. ISBN 978-91-86061-00-5
- Gudlös etik : en befrielse ur religionens tvångströja. Lidingö: Fri tanke. 2011. Libris 12127140. ISBN 978-91-86061-32-6

### Bidrag i antologier (urval)
- ”Forskningspolitik och etik”. Vetenskapens villkor på 80-talet : en vetenskapsteoretisk essäsamling. Rapport / Institutionen för vetenskapsteori, Göteborgs universitet, 0348-5560 ; 150. Göteborg: Inst. för vetenskapsteori, Univ. 1987. Libris 1916734
- ”Moral byggs på förnuft!”. Det elfte budordet. Stockholm: Dagens nyheter. 1987. Libris 740215
- ”Filosofiska aspekter på transgena djur”. Genteknik och transgena djur : sammanställning från CFN-seminarium den 4 maj 1994. CFN :s skriftserie, 0282-9606 ; 28. Stockholm: Centrala försöksdjursnämnden (CFN). 1995. Libris 8383762. ISBN 91-972132-6-8
- ”Etikens roll : uppgifter och begränsningar”. Transgena organismer i naturen : ekologiska och etiska perspektiv. Studies in bioethics and research ethics, 1402-3148 ; 1. Uppsala: Univ. 1997. Libris 7426577. ISBN 91-554-3916-0
- ”Animal and human welfare ethical aspects of the use of transgenic animals”. Transgenic animals - why?. TemaNord, 0908-6692 ; 1998:508 Biotechnology. Copenhagen: Nordic Council of Ministers [Nordiska ministerrådet]. 1998. Libris 7468089. ISBN 92-893-0154-6
- ”Forskning och moral – om makt, mod och ansvar”. Moral och omoral - var går gränsen? : nio forskares reflektioner. Uppsala: Uppsala Publishing House. 1999. Libris 7589244. ISBN 91-7005-184-4
- ”The Swedish debate on priorities in health care”. The debate on priorities in health care in : Sweden, Denmark, Germany & Portugal. Studies in medical ethics, 1402-1862 ; 6. Lund: Dept. of Medical Ethics [Enheten för medicinsk etik], Univ. 1999. Libris 7798928. ISBN 91-973056-5-0
- ”Mellan svart och vitt”. Får man forska på djur? : forskarnas debatt om djurförsök. Källa, 0349-0556 ; 53. Stockholm: Forskningsrådsnämnden. 2000. Libris 7755692. ISBN 91-86174-94-0
- ”Forskningsetik i folkhälsopedagogik”. Pedagogik i hälsofrämjande arbete. Lund: Studentlitteratur. 2001. Libris 8352976. ISBN 9144015429
- ”Methods of teaching bioethics”. Teaching bioethics : report from a seminar, November 2001. Nord (København), 99-0634809-7 ; 2002 :2. Copenhagen: Nordic Council of Ministers. 2002. Libris 8430195. ISBN 92-893-0753-6
- ”Sekulära perspektiv på människan och gentekniken”. Etik och genteknik : filosofiska och religiösa perspektiv på genterapi, stamcellsforskning och kloning. Lund: Nordic Academic Press. 2004. Libris 9459314. ISBN 91-89116-74-7
- ”Människan – en biologisk varelse”. Människan sedd : genom olika vetenskapliga prismor. Nora: Nya Doxa. 2011. Libris 12222109. ISBN 9789157805751

### Tidskriftsartiklar (urval)
- ”Djurens plats på den etiska kartan”. Ingår i: Vår Lösen 1986, nr 5-6.
- ”Folkbiblioteket – samhällsbevarare eller samhällsomdanare?” Ingår i: Bibliotek i Samhälle (bis) 1986, nr 1.
- ”Hör djuren hemmaIngår i: humaniora?” Ingår i: Tvärsnitt 1986, nr 2.
- ”Speciesism eller moralisk individualism?” Ingår i: Tvärsnitt 1993, nr 4.
- ”Gentekniken – snabb teknik kräver etisk analys”. Ingår i: Humanekologi 1995, nr 1-2.
- ”En vetenskaplig oreda: Om fusk, slarv och annan oredlighet inom forskningen”. Ingår i: Tidskrift för vetenskapsstudier (VEST) 1996, nr 1.
- ”Two different approaches to gene technology in animals”. Ingår i: Animal Issues 1997, nr 2.
- ”Den forskningsetiska utmaningen”. Ingår i: Tidskrift för vetenskapsstudier (VEST) 1998, nr 3–4.
- ”Rätten att forska fritt”. Ingår i: Framtider 1999, nr 1.
- ”Människovärde – ett mantra med komplikationer”. Ingår i: Kvartal 2016, vol. 2.

### Redaktör
- Forskning för djur. Humanimal, 99-1307817-2 ; 1. Hägersten: Stift. Forskning utan djurförsök. 1991. Libris 1256212
- Från ormgifter till djursyn : ett svep genom forskning utan djurförsök. Humanimal, 99-1307817-2 ; 2. Hägersten: Stift. Forskning utan djurförsök. 1992. Libris 1544256